# Hallie Jackson Reef
Das Hallie-Jackson-Riff, engl. Hallie Jackson Reef, anderer Name: Hallie Jackson Shoal, ist eine Untiefe bei den Inseln der Salomonen im Südpazifik, mit der angegebenen Position 9° 44′ 0″ S, 166° 7′ 0″ O. Geografisch gehört das Seegebiet zu den Duff-Inseln.
Der „Pacific Islands Pilot“ von 1920, das Seehandbuch der Pazifischen Inseln des United States Hydrographic Office, schreibt dazu unter der Rubrik: „Zweifelhafte Untiefen“:

„Hallie Jackson Shoal liegt vier Faden (7,3 m) oder weniger unter der Wasseroberfläche und ist bei 9° 53´ südlicher Breite und 166° 3 ½ ´ östlicher Länge kartiert, 25 Seemeilen (41 km) westlich von Treasurers Island (Lakao), am Rande der Duff-Inseln. [Die Untiefe] wurde erstmals 1877 registriert und es heißt, sie erstrecke sich über 3 Meilen von Nord nach Süd.“

Die Unterwasserformation ist benannt nach der US-amerikanischen Brigantine Hallie Jackson unter Kapitän Fuller, der in der zweiten Hälfte des 19. Jahrhunderts im Pazifikhandel engagiert war. 
1961 überflogen Aufklärungsflugzeuge der Royal Air Force im Rahmen der „Operation Bafford“ die zu den Salomonen und den Santa Cruz Inseln gehörende Region des Pazifiks, um die existierenden nautischen Karten zu aktualisieren und zu komplettieren. Im Bereich des Seegebietes, in dem das Hallie Jackson Reef liegen sollte, konnten keine über- oder unterseeischen Formationen gesichtet werden.
In der Operational Navigation Chart ONC N-16 von 1972 ist das Hallie-Jackson-Riff zwar noch eingezeichnet, in den „Sailing Directions“ der National Geospatial-Intelligence Agency der USA aus dem Jahr 2013 ist es nicht mehr erwähnt. 